# 諾伊堡峰
82°37′S 52°54′W / 82.617°S 52.900°W
諾伊堡峰（英語：Neuburg Peak）是南極洲的山峰，位於伊利沙伯女皇地，處於沃克峰以東4.6公里，海拔高度1,840米，根據美國地質調查局的測量和美國海軍的空中照片被繪入地圖。